# ペルセウス座クシー星
ペルセウス座ξ星 （ペルセウスざクシーせい、Xi Persei / ξ Per） はペルセウス座にある4等星。

## 概要
ペルセウス座ξ星の表面温度は太陽の6倍に達し、肉眼で見える明るい星の中では最も高温のものの一つである。かつて属していた星団から弾き出され、星々の間を高速で移動している逃走星で、現在はカリフォルニア星雲の付近を通過している。

## 名称
固有名をメンキブ (Menkib) は、アラビア語で「プレアデスの肩」を意味する mankib al-thurayyā に由来する。2016年9月12日に国際天文学連合の恒星の命名に関するワーキンググループ (Working Group on Star Names, WGSN) は、Menkib をペルセウス座ξ星の固有名として承認した。